# Guillaume de Bussy
Guillaume de Bussy oder de Bucy († 1258) war ein Bischof von Orléans im 13. Jahrhundert.

## Biografie
Er wurde 1237 vom Domkapitel von Orléans zum Bischof gewählt und im folgenden Jahr von Papst Gregor IX. im Amt bestätigt. Am 13. Mai 1239 war er auf dem Mont-Aimé bei dem „großen Brandopfer“ (maximum holocaustum) zugegen, bei dem 183 Häretiker verbrannt wurden. Mit König Ludwig IX. (Saint Louis) nahm er 1248 das Kreuz zum sechsten Kreuzzug, von dem er noch im Jahr 1249 nach der Einnahme von Damiette in die Heimat zurückkehrte. In einem an den Bischof von Chichester, Richard of Wych, gerichteten Brief aus dem Jahr 1252 berichtete Bussy von den Friedensverhandlungen des Königs mit den Mameluken.
Am 11. Juni 1251 fielen die Massen des Hirtenkreuzzugs in Orléans ein und lieferten sich Straßenkämpfe mit den Studenten der Universität. Da Bussy diese Bewegung verurteilt und jede Diskussion mit deren Anführer verboten hatte, wurde auch er von den „Schäfern“ angegriffen; fünfundzwanzig seiner Kleriker wurden dabei getötet. Wenige Tage darauf zogen sie nach Bourges weiter.
Bischof Guillaume de Bussy starb im Jahr 1258.